# Zelda Rubinstein
Zelda May Rubinstein (Pittsburgh, 28 de mayo de 1933-Los Ángeles, 27 de enero de 2010) fue una actriz estadounidense. Conocida como la médium Tangina Barrons de la serie de películas de Poltergeist.
Rubinstein, de ascendencia judeopolaca, se formó en las universidades de Pittsburgh y California. Comenzó su carrera en la industria relativamente tarde, tras regresar a su país en la década de 1980, tras años de residencia en Europa.
La médium de Poltergeist fue su primer papel destacado, lo que la encasilló a partir de entonces en papeles similares. Otras interpretaciones destacadas las realizó en los filmes Cages, Sixteen Candles, Southland Tales, Teen Witch, The Wildcard, National Lampoon's Last Resort, en la película española Angustia y en la serie Picket Fences. También prestó su voz a diferentes anuncios para televisión.

## Premios y nominaciones

### Premios Saturn
| Año  | Resultado | Premio         | Categoría/destinatario(s)                      |
| ---- | --------- | -------------- | ---------------------------------------------- |
| 1983 | Ganadora  | Premio Saturno | Mejor actriz de soporte por Poltergeist (1983) |

| Año  | Resultado | Premio         | Categoría/destinatario(s)                          |
| ---- | --------- | -------------- | -------------------------------------------------- |
| 1990 | Nominada  | Premio Saturno | Mejor actriz de reparto por Poltergeist III (1990) |

### Premios Razzie
| Año  | Resultado | Premio        | Categoría/destinatario(s)                 |
| ---- | --------- | ------------- | ----------------------------------------- |
| 1987 | Nominada  | Premio Razzie | Peor actriz de soporte por Poltergeist II |

| Año  | Resultado | Premio        | Categoría/destinatario(s)                  |
| ---- | --------- | ------------- | ------------------------------------------ |
| 1989 | Nominada  | Premio Razzie | Peor actriz de reparto por Poltergeist III |